# パパムパ
『パパムパ』は、もちによる日本の漫画作品。『月刊ステンシル』（エニックス：現スクウェア・エニックス）にて、2001年11月号から2003年9月号まで連載された。単行本は全3巻。2013年11月29日、フロンティアワークスよりドラマCD発売。動物保安隊隊長のパパムパとその友人たちが、動物たちのさまざまな悩みに答えていくアニマルギャグコメディ。

## 主な登場人物
※担当声優はドラマCD版のもの。
パパムパ
声 - 宮田幸季
動物保安隊関東支部隊長。ハムスターとパンダを足して2で割ったような生物。基本的に丁寧に話すが時折毒舌が混じる。クッキーが好物。幾度となく死に掛けるがことごとく復活する。
五十嵐直子（いがらし なおこ）
声 - 小松未可子
動物保安隊隊員（本人未承認）。レギュラーツッコミ。高校2年生。実家が道場を経営しており、その実力はゴリラ以上。苦手なものは兄。グラジオラスに片思い中。
桜弥生（さくら やよい）
声 - 能登麻美子
直子の友達。作品一の不思議キャラ。前髪がアンテナのように伸びている。おっとりしているが腹黒。
桜紫苑（さくら しおん）
声 - 山本和臣
弥生の弟。13歳。生意気な性格。準ツッコミ。お気に入りはパパムパのぬいぐるみ。
グラジオラス
声 - 平川大輔
桜家の忠犬。完全に人だが直子以外は犬だと思っている。主人命。
五十嵐晃太（いがらし こうた）
声 - 内山昂輝
直子の兄。19歳。その実力は直子以上。バナナが好物。あることがきっかけで「ヘタクソ」がトラウマ。猫派。
椿史郎（つばき しろう）
直子と弥生のクラスメイト。赤マニアでサッカー部のエース。両刀使いでもっぱらの狙いは五十嵐兄妹。かなりの情報通。

## 書誌情報
- もち 『パパムパ』〈ステンシルコミックス〉、全3巻
  1. 2002年7月発売 ISBN 4-7575-0745-3
  2. 2003年3月発売 ISBN 4-7575-0906-5
  3. 2003年10月発売 ISBN 4-7575-1058-6